# Hans Herold (Jurist)
Hans Herold (* 2. Januar 1908 in St. Gallen; † 8. August 2002 in Zürich) war ein Schweizer Jurist.

## Leben und Werk

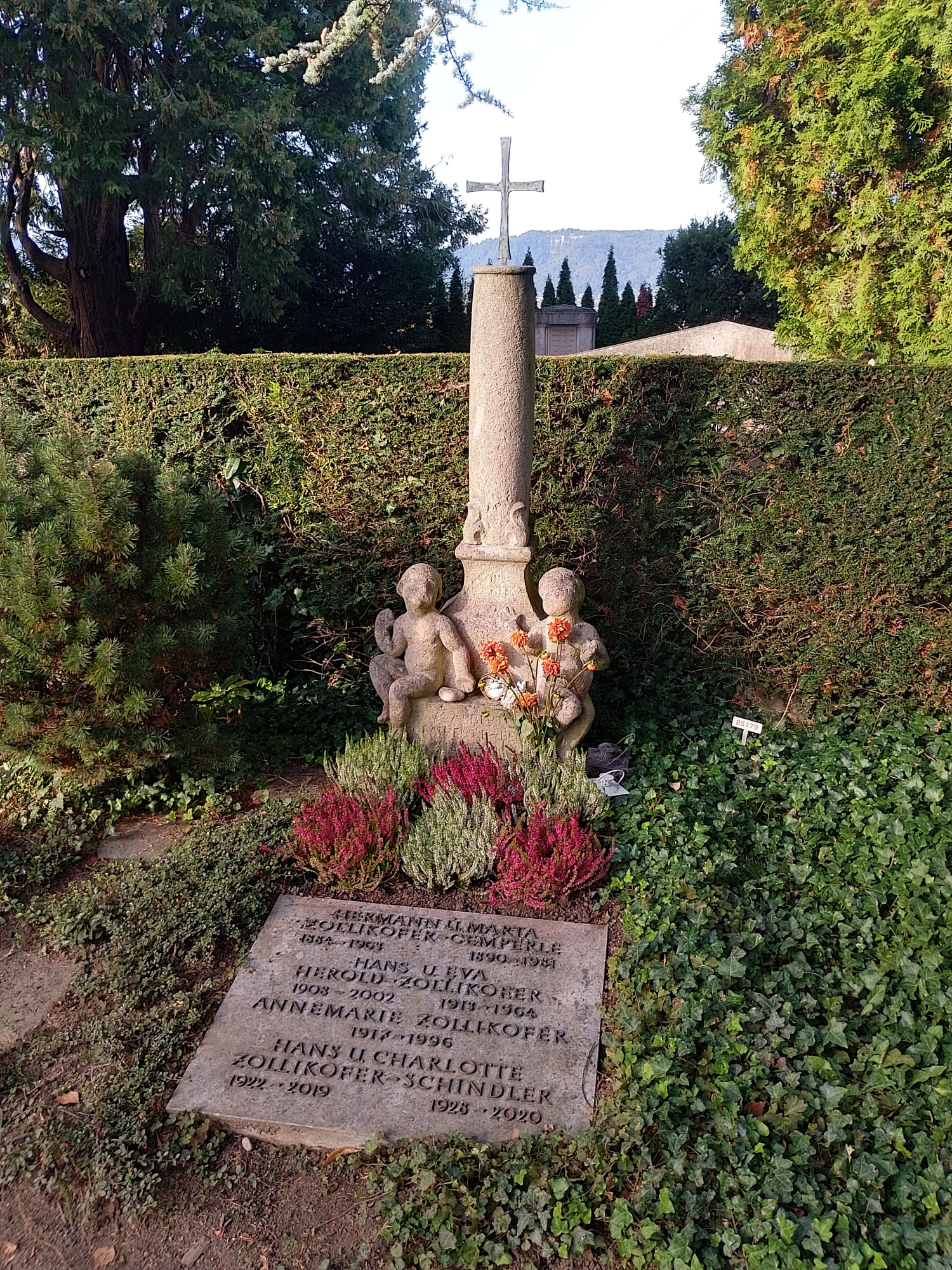
Grab, Friedhof Rehalp, Zürich

Hans Herold wurde am 2. Januar 1908 als Sohn des Juristen und leitenden Beamten Robert Herold in St. Gallen geboren. Nach Schulbesuchen in St. Gallen und Bern, studierte er Rechtswissenschaft an den Universitäten Genf, Berlin und Zürich. In Zürich promovierte er 1931 zum Dr. iur. 1935 wurde Herold als Privatdozent für deutsche und schweizerische Rechtsgeschichte, deutsches Privatrecht und Eisenbahntransportrecht an die Universität Zürich bestellt. Im Jahr 1960 wurde er zum Titularprofessor ernannt. Als Sekretär des Vororts befasste Herold sich hauptsächlich mit der Handels- und Sozialgesetzgebung und machte sich um die Schaffung der Exportrisikogarantie verdient. Daneben fungierte Herold von 1965 bis 1991 als Präsident der Rechtsquellenkommission des Schweizerischen Juristenvereins.
Hans Herold, der 1938 Eva Marta, geborene Zollikofer (1890–1981) heiratete, verstarb am 8. August 2002 im Alter von 94 Jahren in Zürich. Seine letzte Ruhestätte fand er auf dem Friedhof Rehalp in Zürich.

## Schriften
- Zwingendes Aktienrecht. 1931.
- Die 2. eidgenössische Kriegsgewinnsteuer. 1940.
- Rechtsgeschichte aus Neigung. Herausgegeben von Karl Siegfried Bader und Claudio Soliva, 1988.